# Ганчани
Ганчани (словен. Gančani) — поселення в общині Белтинці, Помурський регіон, Словенія. Висота над рівнем моря: 178,6 м.